# Красногрудая гранателла
Красногрудая гранателла (лат. Granatellus venustus) — вид птиц из семейства кардиналовых (Cardinalidae). Выделяют два подвида. Эндемик Мексики.

## Описание
Красногрудая гранателла достигает длины от 14,5 до 18 см и массы от 9,6 до 11,4 г. Выражен половой диморфизм. У самцов чёрная голова с широкой надбровной дугой белого цвета. Спина, надхвостье, крылья и рулевые перья свинцово-серого или сине-серого цвета.
Подбородок, горло и бока тела белые. По верхней части груди проходит чёрная полоса. Грудь, брюхо и подхвостье ярко-красного цвета. Клюв и ноги черновато-серые. Радужная оболочка черновато-коричневая. Окраска оперения у взрослых самок намного бледнее. Большая часть головы охристо-серого цвета. Верхняя часть тела сланцево-серая, а нижняя — желтоватая; подхвостье розоватое.

## Распространение и места обитания
Номинативный подвид распространён на западе Мексики от штата Синалоа на юг до перешейка Теуантепек, и далее во внутренние районы Чьяпаса; проникает вглубь страны до штата Морелос вдоль реки Бальсас. Ареал G. v. francesca ограничен островами Лас-Трес-Мариас. Красногрудая гранателла обитает в зарослях тёрна и редколесьях с кустарником, а также в подлеске вторичных лесов, в вечнозелёных заболоченных лесах внутри мангровых болот и вдоль рек. Встречается от уровня моря до высоты 1200 м над уровнем моря, хотя локально встречается на высоте до 1600 м.

## Биология
Красногрудая гранателла питается в основном членистоногими (Arthropoda), преимущественно насекомыми.
Моногамный вид. Сезон размножения приходится на период с мая по сентябрь. Чашеобразное гнездо сооружается из испанского мха (Tillandsia usneoides), стебельков и корешков, лоток выстилается более тонким растительным материалом. Внешний диаметр гнезда составляет около семи сантиметров, внутренний диаметр — около пяти сантиметров, а глубина гнезда — 5 см. Гнездо располагается в кустарнике на небольшой высоте до одного метра от земли. В кладке 2—4 яйца, насиживает кладку только самка. Инкубационный период длится 14 дней. Птенцы оперяются через 8—9 дней. Обе родительские птицы кормят птенцов.

## Подвиды
Выделяют два подвида:
- Granatellus venustus francescae Baird, 1865 — острова Лас-Трес-Мариас
- Granatellus venustus venustus  Bonaparte, 1850 — запад Мексики